# Flesh Gordon
Flesh Gordon és una pel·lícula de comèdia sexual estatunidenca del 1974 que serveix com a parodia de la primera (de tres) de la sèrie de Flash Gordon Universal Pictures de la dècada de 1930. La pel·lícula va ser produïda per Walter R. Cichy, Bill Osco i Howard Ziehm. Va ser codirigida per Ziehm i Michael Benveniste, que també van escriure el guió. El repartiment inclou Jason Williams, Suzanne Fields i William Dennis Hunt. La pel·lícula va ser distribuïda per Mammoth Films.
La trama de la pel·lícula recorda la primera sèrie d'Universal Pictures Flash Gordon (1936), però escrita i dirigida amb un estil expresament camp. El planeta Porno (a la sèrie: Mongo) i els personatges principals són insinuacions suggerents: l'heroi Flesh Gordon (Flash Gordon); el seu interès amorós Dale Ardor (Dale Arden); el malvat emperador Wang el Pervertit (Ming el despietat); el científic Dr. Flexi Jerkoff (Dr. Alexi Zarkov); la seductora Amora, reina de la màgia (la filla de Ming Aura); i l'efeminat Prince Precious (Prince Barin). La pel·lícula presenta valors de producció comparables a la sèrie original, animació stop-motion de criatures, ús freqüent de nuesa gratuïta i escenes de sexe breus.

## Argument
El distingit professor Gordon (John Hoyt) explica que la Terra està sent turmentada per "raigs sexuals" periòdics, que provoquen en la gent un frenesí sexual. Quan un dels raigs colpeja l'avió de passatgers Ford Trimotor que transporta Flesh Gordon (Jason Williams) i Dale Ardor (Suzanne Fields), els pilots abandonen els controls i tots a bord tenen sexe maníac. Quan acaben, Flesh i Dale s'escapen de l'imminent xoc aeri en paracaigudes. Aterren prop del taller de Flexi Jerkoff (Joseph Hudgins), que té un pla per aturar els raigs sexuals a la seva font.
Viatgen al planeta Porno a bord del coet fàl·lic d'en Jerkoff, i són colpejats breument per un raig sexual, donant lloc a una frenètica orgia a tres. S'estavellan a terra després de ser abatuts pels esbirros de l'emperador Wang (William Dennis Hunt) i són atacats per diversos Penisaures d'un sol ull abans de ser fets presoners pels soldats de Wang. Són portats davant Wang, que presideix una orgia sexual de més d'una dotzena d'homes i dones. En Jerkoff és enviat a treballar al laboratori de Wang, mentre que Wang anuncia la seva intenció de casar-se amb Dale. Flesh és condemnat a mort, però es salva quan la reina Amora (Nora Wieternik) el pren per ser el seu esclau sexual.
Wang enderroca el vaixell de l'Amora i Flesh és l'únic supervivent. Es reuneix amb Jerkoff, i reprèn els seus esforços per derrotar l'emperador Wang, utilitzant els Power Pasties d'Amora contra els seus soldats. El casament de Wang i Dale s'interromp quan Dale és segrestat per lesbianes amazòniques, la líder de les quals, la cap Nellie (Candy Samples), intenta iniciar Dale en el seu culte sexual. Flesh i Jerkoff la salven, ajudats inesperadament pel príncep Precious (Mycle Brandy) del Regne del Bosc. Amb l'ajuda del seu nou aliat, Jerkoff construeix una arma per destruir el raig sexual de Wang. S'enfronten a ell i enganyen els seus "robots violadors" perquè es tornin cap a ell, però Wang s'escapa, buscant l'ajuda de l'ídol altíssim del Gran Déu Porno. Porno cobra vida i captura Dale, comentant sense cap mena de temps mentre fugen. Jerkoff dispara a l'ídol vivent, alliberant Dale i fent que el déu caigui sobre Wang i el raig sexual, matant-los a tots dos. Flesh, Dale i Jerkoff són reconeguts com a herois del planeta Porno i tornen a la Terra.

## Repartiment
- Jason Williams com a Flesh Gordon
- Suzanne Fields com a Dale Ardor
- Joseph Hudgins com el Dr. Flexi Jerkoff
- William Dennis Hunt com a emperador Wang el Pervertit
- John Hoyt com el professor Gordon
- Candy Samples com a cap Nellie
- Mycle Brandy com a Prince Precious
- Nora Wieternik com Amora, reina de la màgia
- Lance Larsen com a guàrdia de l'emperador Wang
- Robert V. Greene (veu) com a narrador
- Craig T. Nelson (veu sense acreditar) com The Great God Porno

## Producció
Flesh Gordon es va rodar el 1971 i, segons el productor Bill Osco, va costar 470.000 dòlars. Osco tenia la intenció que un gran distribuïdor pagués un avançament d'1 milió de dòlars per assegurar els drets de llançament estatunidencs.
A la pel·lícula se li va assignar inicialment una classificació X de la MPAA, però després es va tornar a editar, rebent una classificació R. La durada original era de 78 minuts, però el llançament posterior del vídeo "edició de col·leccionista" sense classificació dura 90 minuts.
Flesh Gordon va emprar artistes d'efectes especials que més tard van guanyar fama a Hollywood, com Mike Minor, Greg Jein i Rick Baker. Artistes d'efectes reconeguts Jim Danforth (llistat als crèdits com Mij Htrofnad) i Dave Allen també van treballar a la pel·lícula. Els efectes especials de baix pressupost es van aconseguir utilitzant tècniques antiquades: per exemple, la maqueta del palau de Wang es va crear amb objectes quotidians, com ara gots, i va ser dissenyada per semblar-se a l'Observatori Griffith, de manera que metratge real filmat a la base de l'observatori es podria integrar fàcilment a la pel·lícula.
El fan i escriptor de Star Trek de l'àrea de Los Angeles Bjo Trimble va ser maquillador a Flesh Gordon; va descriure aquestes experiències al seu llibre On the Good Ship Enterprise: My 15 Years with Star Trek. Altres aficionats a la ciència-ficció de l'àrea de Los Angeles van treballar, de vegades, en diverses funcions a la pel·lícula, inclòs l'artista de ciència-ficció i fantasia George Barr que va dissenyar i il·lustrar el pòster de la pel·lícula, i Cornelius Cole III, que va animar la seqüència de crèdits del títol inicial. Tom Reamy, un escriptor de ciència-ficció i fantasia, va servir al departament d'art com a utiler de la producció. Va localitzar molts dels accessoris utilitzats a la pel·lícula, inclosos els seients de passatgers del Ford Trimotor de mida completa (que coincideixen amb la miniatura de l'avió Tri-Motor de la pel·lícula) utilitzats en una escena inicial.
L'altíssima criatura originalment no tenia la intenció de parlar, però va resultar tan expressiva que el diàleg es va doblar per coincidir amb els moviments de la seva boca. Abordat com el Gran Déu Porno en aquest diàleg, l'equip d'efectes especials el va nomenar Nesuahyrrah, un homenatge al mestre de l'animació stop-motion Ray Harryhausen, escrivint el seu nom al revés.
Segons el comentari d'àudio en DVD de Ziehm, la pel·lícula es va rodar amb escenes de pornografia hardcore heterosexual i gai. Aquests van ser retallades després que Ziehm trobés problemes legals: produir pornografia a Los Angeles es considerava legalment com prostitució en aquell moment. El metratge amb classificació X es va lliurar a la vicepolicia de L.A. Tot i que es poden veure breument algunes fotografies explícites durant les escenes d'orgies de la sala del tron de Wang, el vídeo de l'"edició de col·leccionista", etiquetat com "la versió original i sense censura", no és més explícit que cap dels llançaments de vídeo anteriors.
També segons el comentari d'àudio del DVD de Ziehm, Universal Studios planejava demandar a Graffiti Productions per la primera part de Flesh Gordon que era massa semblant al primer capítol de Flash Gordon d'Universal del 1936 vorejant el plagi. Per evitar una demanda, Ziehm va afegir un text inicial que deia que Flesh Gordon era una paròdia d'estil burlesc dels superherois de l'època de la depressió d'Amèrica; també va afegir "No s'ha de confondre amb el Flash Gordon original" a tots els materials publicitaris.

## Recepció crítica
Vivian Sobchack va comentar que Flesh Gordon és "una pel·lícula de pell modelada de manera hilarant al voltant de les sèries de Flash Gordon, i plenament conscient de les convencions del gènere, des dels efectes especials fins als diàlegs".
La pel·lícula va ser nominada al Premi Hugo de 1975 com a Millor Presentació Dramàtica (l'única producció independent nominada aquell any), però va perdre davant El jove Frankenstein de Mel Brooks. També va participar en la secció oficial del Festival internacional de cinema fantàstic d'Avoriaz.
Rotten Tomatoes dona a Flesh Gordon una qualificació "fresca" del 67%.

## Llegat
El 1990 es va estrenar la seqüela Flesh Gordon Meets the Cosmic Cheerleaders. I el 1992 es va publicar un còmic de quatre números, escrit per Daniel Wilson i publicat per Aircel Comics.
Famous Flesh Gordon's era un club de striptease que operava a London, Ontario. El club es va tancar el 2015 després que el govern provincial revoqués la seva llicència de begudes alcohòliques a causa de la connexió del propietari amb els Hells Angels.